# Триплутонийрутений
Триплутонийрутений — бинарное неорганическое соединение
рутения и плутония
с формулой RuPu3,
кристаллы.

## Получение
- Сплавление стехиометрических количеств чистых веществ:

{\displaystyle {\mathsf {Ru+3Pu\ {\xrightarrow {600^{o}C}}\ Pu_{3}Ru}}}

## Физические свойства
Триплутонийрутений образует кристаллы
ромбической сингонии,
пространственная группа P mmm,
параметры ячейки a = 0,6216 нм, b = 0,6924 нм, c = 0,8093 нм, Z = 4
.
Соединение образуется по перитектической реакции при температуре 600°С .